# Břvany
Břvany (en allemand : Weberschan) est une commune du district de Louny, dans la région d'Ústí nad Labem, en Tchéquie. Sa population s'élevait à 317 habitants en 2021.

## Géographie
Břvany se trouve à 8 km au nord-ouest de Louny, à 38 km au sud-ouest d'Ústí nad Labem et à 38 km au nord-ouest de Prague.
La commune est limitée par Volevčice et Bečov au nord, par Raná à l'est, par Lenešice et Postoloprty au sud, et par Výškov à l'ouest.

## Histoire
La première mention écrite de la localité date de 1436.

## Transports
Par la route, Břvany se trouve à 9 km de Louny, à 53 km d'Ústí nad Labem  et à 77 km de Prague.